# Suning Plaza Complex
Il Suning Plaza Complex, chiamato anche  Suning Plaza, è un complesso edilizio composto da due edifici situato a Zhenjiang in Cina, progettato dallo studio RMJM.
La struttura più elevata, la Tower 1, è un grattacielo alto 341,3 metri.